# Сантакуин
Сантакуин (на английски: Santaquin) е град в окръг Юта, щата Юта, САЩ. Сантакуин е с население от 4834 жители (2000) и обща площ от 6,8 km². Намира се на 1519 m надморска височина. ЗИП кодът му е 84655, а телефонният му код е 801.